# Staack Nunatak
Staack Nunatak är en nunatak i Antarktis. Den ligger i Västantarktis. Argentina, Chile och Storbritannien gör anspråk på området. Toppen på Staack Nunatak är 1 073 meter över havet.
Terrängen runt Staack Nunatak är huvudsakligen platt, men österut är den kuperad. Terrängen runt Staack Nunatak sluttar norrut. Trakten är obefolkad. Det finns inga samhällen i närheten.